# 顺化牛肉粉

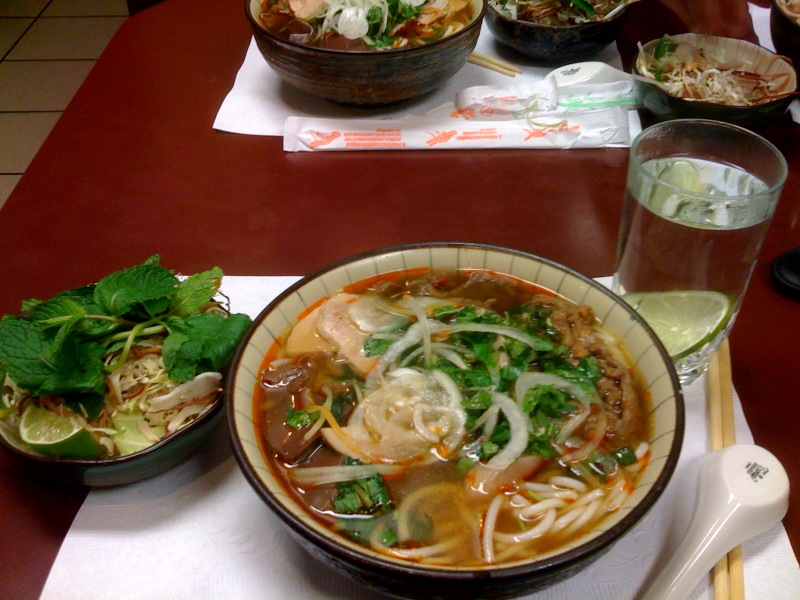

顺化牛肉粉（越南语：／?）是在越南顺化流行的一种米粉做法。这道菜将酸、甜、鲜、辣，以及柠檬草的味道融合在一起。相比越南粉，顺化牛肉粉更粗一些。牛腩先腌制后和牛骨汤一起焖炖，使得牛肉完全松化。其肉汤通常由牛骨、發酵蝦醬、香茅、乾红辣椒制成。食用时也常一起加入薄荷葉、豆芽、柠檬、切碎的蕹菜等。血块、猪蹄也是其很常見的配料。